# 長鬚豚角鯰
長鬚豚角鯰，為輻鰭魚綱鯰形目長鬚鯰科的其中一種，分布於南美洲馬拉開波湖流域，體長可達20公分，棲息在湖泊底部，屬肉食性，生活習性不明。